# هجوم حافلة ماستونغ 2015
هجوم حافلة ماستونغ 2015 في 29 مايو 2015، قتل مسلحون 22 راكبا في حافلة في ماستونج بباكستان عندما اختطفت الحافلة التي كانوا يستقلونها. وكان المسلحون متنكرين على هيئة أفراد أمن باكستانيين. وأعلن جيش البلوش المتحد، وهو جماعة مسلحة تعمل في بلوشستان، مسؤوليته عن الهجوم.

## هجوم
وقع الهجوم ليلا عندما كانت حافلة سياحية متجهة من كويتا إلى كراتشي. وِصل ما بين 15 و 20 مسلحا قرب الحافلة وأجبروِا جميع الركاب على النزوِل منها. وكان المسلحوِن متنكرين بزي الأمن وِوصلوا للمكان في ثلاث شاحنات صغيرِة. دخل المسلحوِن الحافلة وِخطفوا 35 راكبا. تم العثورِ على 22 جثة على بعد كيلومترين من المكان المحدد للهجوم.

## ما بعد الكارثة
وفي اليوم التالي أعقب ذلك عملية بحث واسعة النطاق عن المسلحين، بمساعدة خمس مائة جندي برِي وأربع مروِحيات. بدأ فيلق الحدوِد عملية البحث في خد خوتشا وِالمناطق المحيطة بـ ماستونغ. منذ الهجوم، قُتل سبعة إرهابيين مشتبه بهم. نتيجة للهجوم، شارك العديد من أفرِاد عائلات الضحايا في اعتصام احتجاجا أمام منزِل رئيس الوزراء الإقليمي. ووِضع بعض المتظاهرين 16 جثة أمام منزل المحافظ. كما حاول بعض المتظاهرين دخول منزل رئيس الوزراء، لكن ضباط الشرطة منعوهم من الوصول. وتلقت عائلات الضحايا تعويضات من حكومة المقاطعة.
مريد بلوش، المتحدث باسم جيش البلوش المتحد، ادعى أن جماعتهم هي التي نفذت الهجوم.

## أنظر أيضا
- 2015 إطلاق النار على حافلة كراتشي